# Sociometria
La sociometria és un mètode quantitatiu per mesurar les relacions socials. Va ser desenvolupat pel psicoterapeuta Jacob L. Moreno i la psicòloga Helen Hall Jennings en els seus estudis sobre la relació entre estructures socials i benestar psicològic, i utilitzat durant l'ensenyament correctiu.

## Definició
El terme «sociometri» a es relaciona amb la seva etimologia llatina, «socius» (que significa company) i «metrum» (que significa mesura). Jacob Moreno va definir la sociometria com «la investigació sobre l'evolució i l'organització dels grups i la posició dels individus dins d'ells». Continua escrivint «Com a... ciència de l'organització del grup, ataca el problema no des de l'estructura exterior del grup, la superfície del grup, sinó des de l'estructura interna». «Les exploracions sociomètriques revelen les estructures ocultes que donen forma a un grup: les aliances, els subgrups, les creences ocultes, les agendes prohibides, els acords ideològics, els protagonistes de l'espectacle».
Moreno va desenvolupar la sociometria com una de les ciències socials de recent desenvolupament. Afirma: «La principal tasca metodològica de la sociometria ha estat la revisió del mètode experimental per tal que es pugui aplicar eficaçment als fenòmens socials».
La pràctica del mètode es va centrar en els resultats establerts pels participants: «Fent eleccions basades en criteris, oberts i enèrgics, Moreno esperava que els individus fossin més espontanis, i les estructures d'organitzacions i grups fossin fresques, clares i vives».
Una de les innovacions de Moreno en sociometria va ser el desenvolupament del sociograma, un mètode sistemàtic per representar gràficament els individus com a vèrtex/nodes i les relacions entre ells com a línies/arestes.

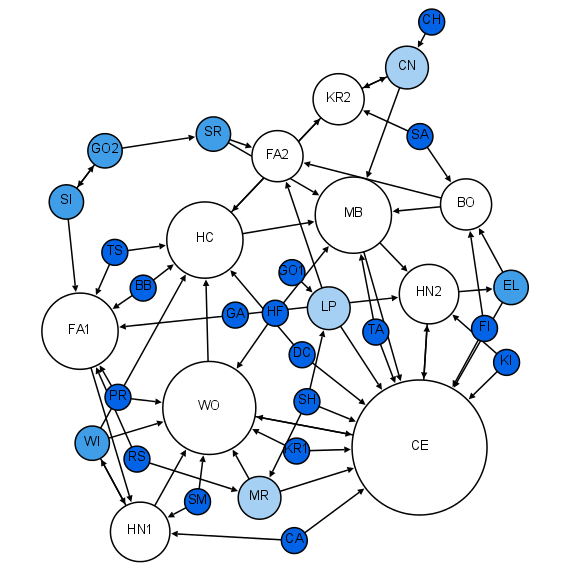
1r grau
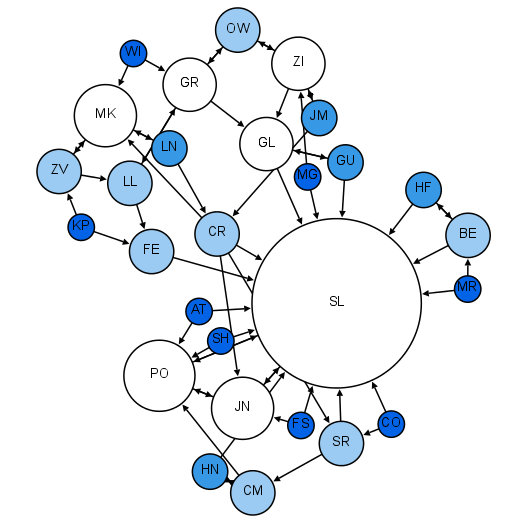
2n grau
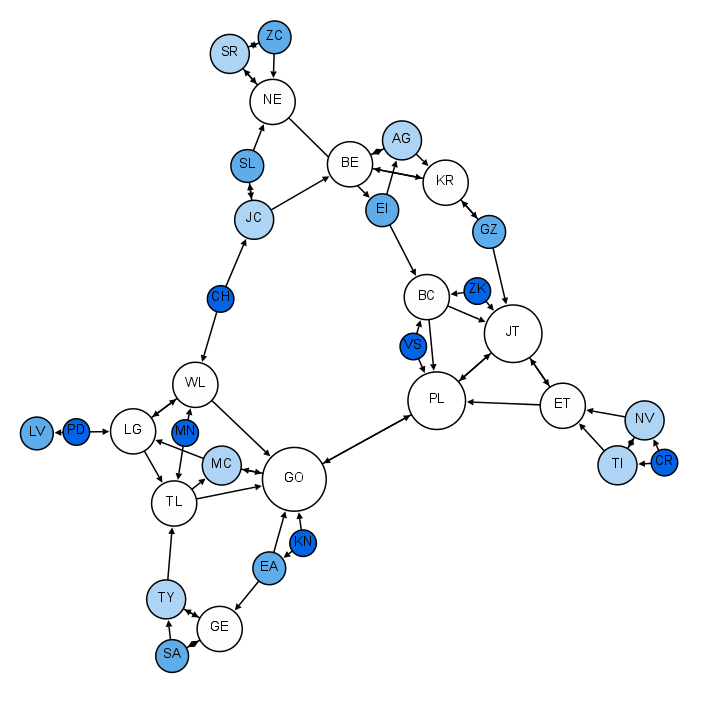
3r grau
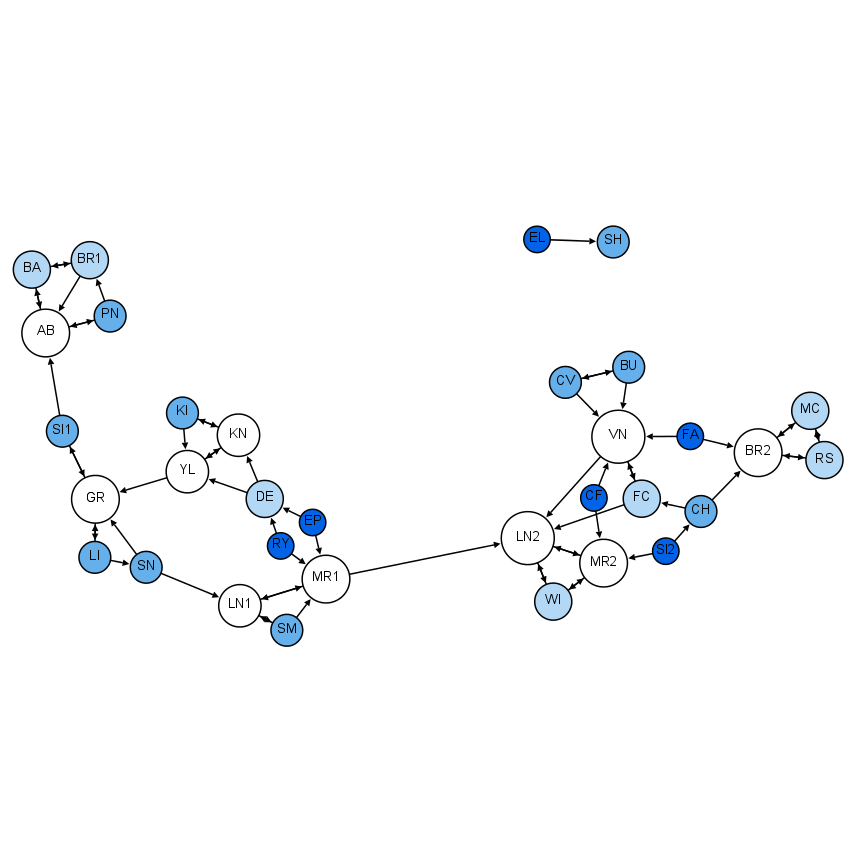
4t grau

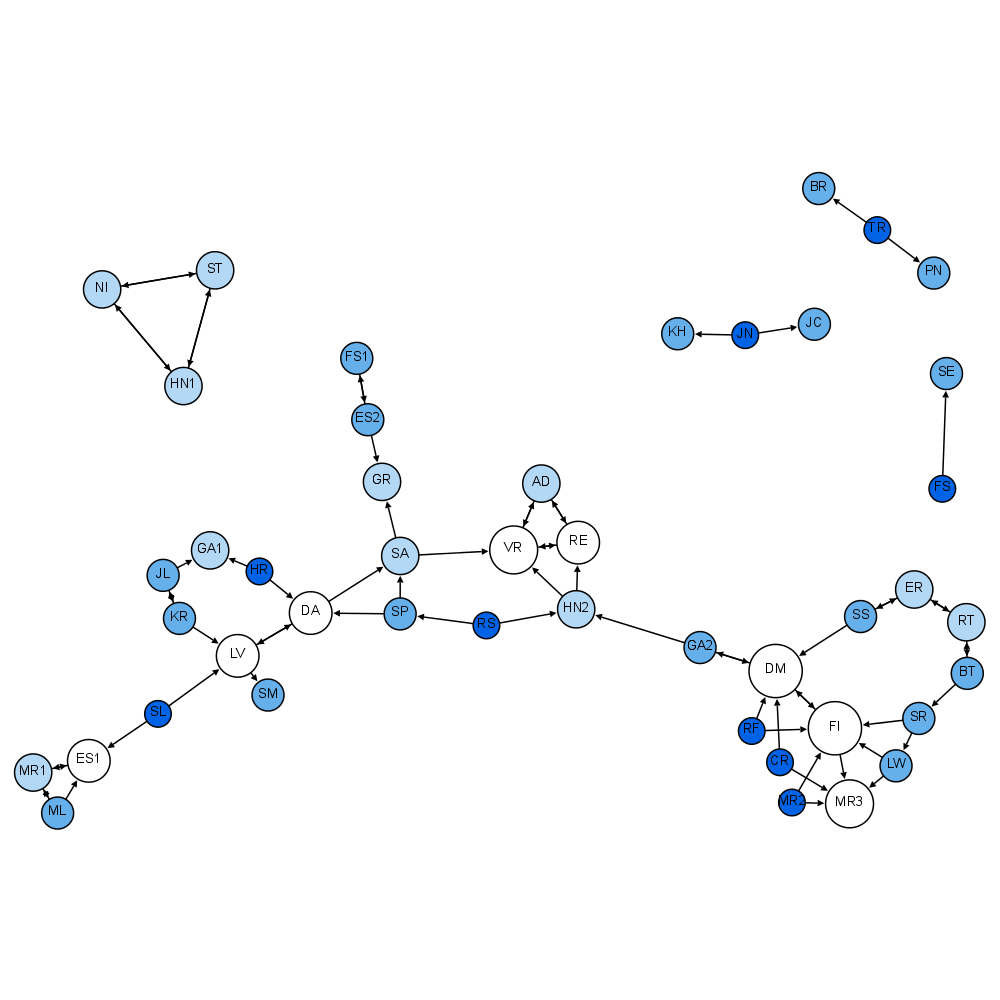
5è grau
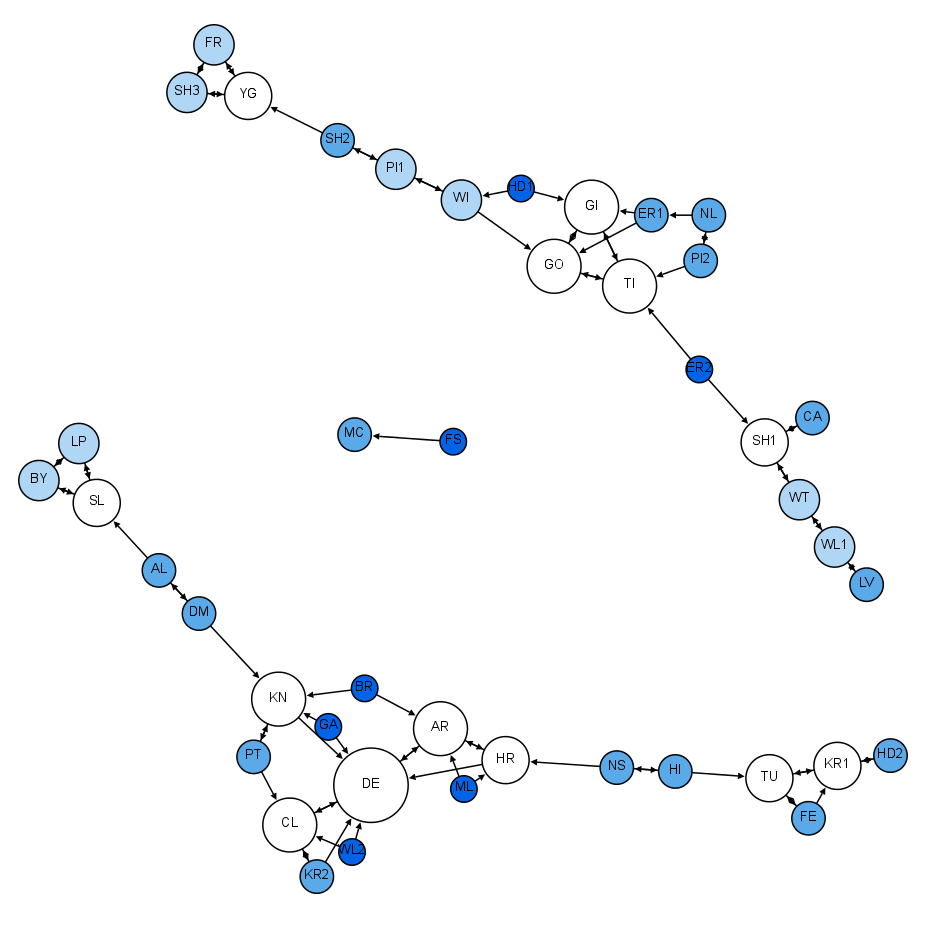
6è grau
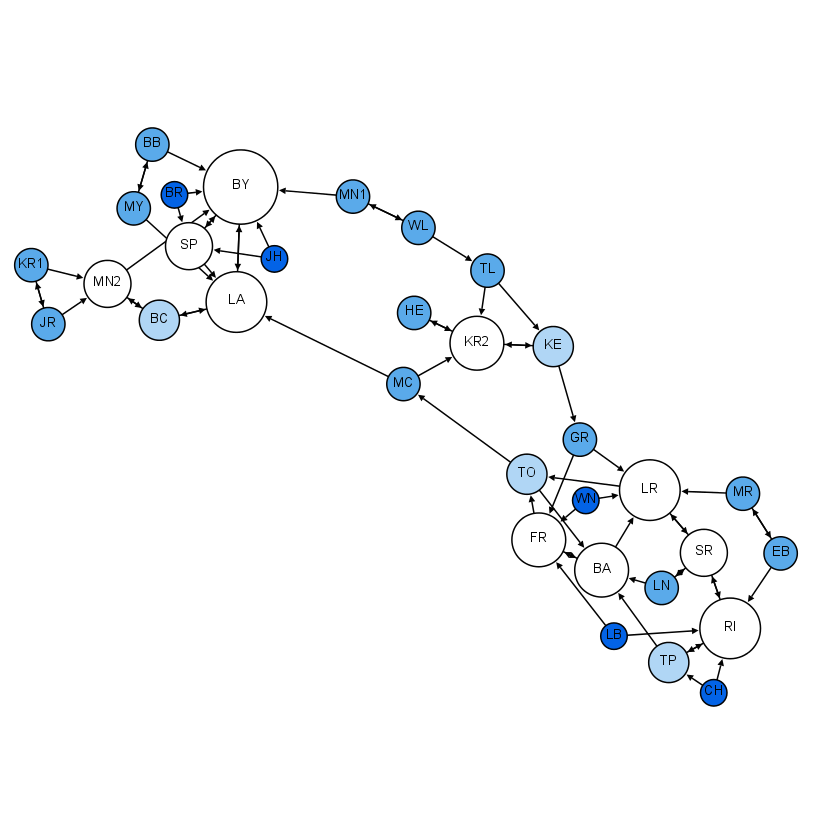
7è grau
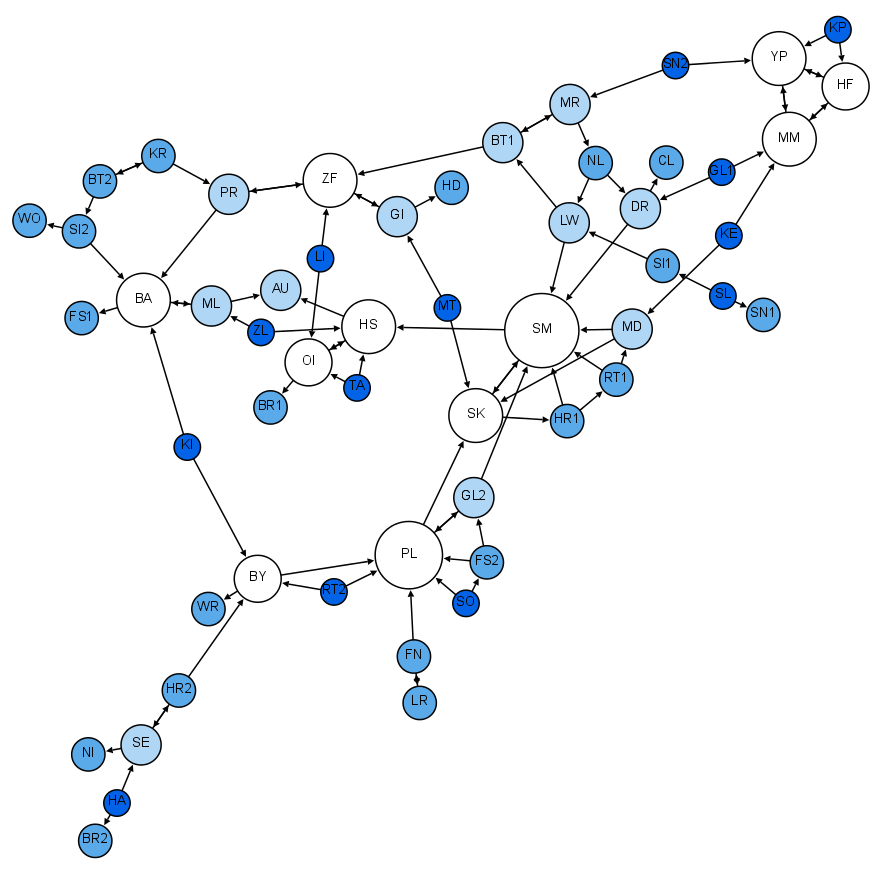
8è grau

Moreno, que va escriure extensament sobre el seu pensament, aplicacions i troballes, també va fundar una revista titulada Sociometry.
Dins de la sociologia, la sociometria té dues branques principals: la sociometria de recerca i la sociometria aplicada:
- La sociometria de recerca és una investigació-acció amb grups que exploren les xarxes socioemocionals de relacions utilitzant criteris especificats; per exemple: «Qui d'aquest grup vols que segui al teu costat a la feina?» «A qui del grup vas per demanar consell sobre un problema laboral?» «Qui del grup veus que ofereix un lideratge satisfactori en el projecte pendent?» De vegades anomenada exploració de xarxes, la sociometria de recerca s'ocupa dels patrons relacionals en poblacions petites (individuals i petits grups) i més grans, com ara organitzacions i barris.

- Els sociometristes aplicats utilitzen una sèrie de mètodes per ajudar les persones i els grups a revisar, ampliar i desenvolupar les seves xarxes de relacions psicosocials existents.

Tots dos camps de la sociometria existeixen per produir a través de la seva aplicació, una major espontaneïtat i creativitat tant dels individus com dels grups.

## Criteris de Moreno per a les proves sociomètriques
A Sociometry, Experimental Method and the Science of Society: An Approach to a New Political Orientation (1951), Moreno descriu la profunditat a la qual ha d'anar un grup perquè el mètode sigui «sociomètric». El terme per a ell tenia un significat qualitatiu i no s'aplicava tret que es complissin alguns criteris de procés grupal. Un d'ells és que hi ha un reconeixement de la diferència entre la dinàmica del procés i el contingut manifest. Per citar Moreno: «hi ha una profunda discrepància entre el comportament oficial i el comportament secret dels membres». Moreno defensa que abans que es pugui proposar cap «programa social», el sociometrista ha de «tenir en compte la constitució real del grup».
Altres criteris inclouen la Regla de la motivació adequada: «Cada participant hauria de sentir sobre l'experiment que és per la seva causa... que és una oportunitat per a ell (o ella) de convertir-se en un agent actiu en qüestions relacionades amb la seva situació de vida» i la Regla d'inclusió «gradual» de tots els criteris aliens.

## Aplicacions antropològiques
Atès que la sociometria s'ocupa de les lleialtats i les divisions de grups, no és d'estranyar que s'hagin utilitzat mètodes sociomètrics per estudiar les relacions ètniques i la manera com els individus s'identifiquen amb els grups ètnics. Per exemple, utilitzant investigacions sociomètriques, Joan Criswell va investigar les relacions blanc-negre a les aules dels Estats Units d'Amèrica, Gabriel Weimann va investigar les relacions ètniques a Israel, i James Page ha investigat la identificació intraètnica i interètnica al Pacífic.

## Altres apropaments i programari
En les darreres dècades es van desenvolupar altres enfocaments, com l'anàlisi de xarxes socials o el sociomapeig (sociomapping). Es va desenvolupar programari gratuït i comercial per a l'anàlisi de grups i la seva estructura, com Gephi, Pajek, Keyhubs o InFlow. Tots aquests enfocaments comparteixen gran part dels seus principis bàsics amb la sociometria.
Facebook és un servei de xarxa social i un lloc web que es basa en gran manera en la sociometria dels seus usuaris.